# Westport St Mary
Westport St Mary var en civil parish fram till 1894 då den blev en del av Westport St Mary Within och Westport St Mary Without, i grevskapet Wiltshire, i England. Denna civil parish hade 1 669 invånare år 1891.